# راینووتسی
راینووتسی (به بلغاری: Raynovtsi) یک منطقهٔ مسکونی در بلغارستان است که در شهرستان گابروو واقع شده‌است.